# Бакстер (фильм)
«Бакстер» (англ. The Baxter) — американская сатирическая романтическая комедия 2005 года, снятая Майклом Шоуолтером по собственному сценарию. Главные роли в фильме исполняют Шоуолтер, Элизабет Бэнкс, Джастин Теру и Мишель Уильямс.

## Сюжет
Накануне собственной свадьбы Элиотт Шерман проверяет на прочность отношения с любимой девушкой, которые на деле оказываются не такими уж прочными...

## Актёрский состав
| Актёр           | Роль           |
| --------------- | -------------- |
| Майкл Шоуолтер  | Элиотт Шерман  |
| Элизабет Бэнкс  | Кэролайн Суонн |
| Мишель Уильямс  | Сесиль Миллс   |
| Джастин Теру    | Брэдли Лейк    |
| Сара Дрю        | Серена         |
| Питер Динклэйдж | Бенсон Хеджес  |
| Зак Орт         | Уэндалл Уимс   |
| Дэвид Уэйн      | Луис Льюис     |
| Пол Радд        | Дэн Эбботт     |
| Джо Ло Трульо   | Кайл           |
| Джек Макбрайер  | друг Эллиота   |

## Критика
Фильм получил преимущественно отрицательные отзывы кинокритиков. На сайте Rotten Tomatoes у фильма 32 % положительных рецензий из 76. На Metacritic — 51 балл из 100 на основе 22 рецензий. Роджер Эберт оценил фильм в 2 звезды из 4  и написал: «Проблема находится прямо в центре фильма, и, возможно, она неизбежна». Джон Андерсон из журнала Variety писал: «„Бакстер“ стремится к сдержанности, и достигает этой цели».